# 水原一
水原 一（みずはら はじめ、1925年〈大正14年〉4月30日 - 2008年〈平成20年〉10月26日）は、日本の国文学者。専門は中世文学、特に『平家物語』などの軍記物語。駒澤大学名誉教授。

## 来歴
東京生まれ。駒澤大学大学院修了、同教授、1997年退職、二松学舎大学教授。
1980年『延慶本平家物語論考』により角川源義賞受賞。

## 著書
- 『平家物語の形成』 加藤中道館、1971
- 『方丈記全釈』 加藤中道館、1975
- 『平家物語の世界 上下』 日本放送出版協会、1976（放送ライブラリー）
- 『保元・平治物語の世界』 日本放送出版協会、1979（放送ライブラリー）
- 『延慶本平家物語論考』 加藤中道館、1979
- 『中世古文学像の探求』 新典社、1995
- 『旅葵山房随筆』 おうふう、1996

### 編著
- 『平家物語抄』村上光徳・信太周共編、桜楓社、1976
- 『平家物語 全3巻』 新潮日本古典集成、1979-1981
- 『新定源平盛衰記』第1-6巻、新人物往来社、1988-1991
- 『版本太平記抄』長谷川端共編、桜楓社、1989
- 『伝承の古層 歴史・軍記・神話』広川勝美共編、桜楓社、1991
- 『延慶本平家物語考証』1-4、新典社、1992-1997
- 『平家物語説話と語り』 有精堂出版、1994（あなたが読む平家物語）
- 『古文学の流域』 新典社、1996